# Willy Boly
Willy Boly, né le 3 février 1991 à Melun (Seine-et-Marne), est un footballeur international ivoirien qui évolue au poste de défenseur à Nottingham Forest.

## Biographie

### En club
Willy Boly intègre l'INF Clairefontaine, puis est repéré par Daniel Rolland lorsqu'il a 16 ans et rejoint le centre de formation de l'AJ Auxerre. Après quelques mois dans l'équipe de CFA de l'AJ Auxerre à 18-19 ans. Il intègre l'équipe première, puis signe son premier contrat professionnel en février 2011 jusqu'en juin 2014 avec une année en option.
Il fait sa première apparition le 16 avril 2011 sous les ordres de Jean Fernandez lors d'un remplacement contre le Montpellier HSC. Il marque son premier but pour l'AJA le 24 avril 2011 lors d'un match à domicile contre le RC Lens. Il finit les deux derniers mois du championnat comme titulaire de l'équipe première.
L'arrivée de Laurent Fournier comme nouvel entraîneur de l'AJ Auxerre le 1er juillet 2011 consolide la place de Willy Boly comme titulaire indiscutable de la défense ajaïste. Le joueur se fixe comme objectif de jouer au moins trente matchs durant la saison 2011-2012. Il finit la saison avec 33 matchs joués en Ligue 1.
Malgré la descente du club en Ligue 2, Willy Boly reste au club et effectue deux saisons dans lesquelles il joue une trentaine de matchs par saison.
Le 31 août 2014, il signe un contrat pour quatre années avec le SC Braga.
Le 31 août 2016, il signe au FC Porto pour 6,5 M€.
Le 8 juillet 2017, il est prêté en Championship (deuxième division anglaise), à Wolverhampton, où il aide le club à remonter en Premier League avec 37 apparitions et une place dans l'équipe type de la saison.
Après cette saison où le club finit champion, Wolverhampton décide de lever l'option d'achat et le transfère définitivement de Porto pour un transfert estimé à 12 M€,.

### En sélection nationale
Le 28 décembre 2023, il est retenu dans la liste des vingt-sept joueurs ivoiriens sélectionnés par Jean-Louis Gasset pour disputer la Coupe d'Afrique des nations 2023.

## Statistiques de carrière
| Saison                | Club                           | Championnat           | Championnat | Championnat | Coupe nationale | Coupe nationale | Coupe de la Ligue | Coupe de la Ligue | Compétition(s) continentale(s) | Compétition(s) continentale(s) | Compétition(s) continentale(s) | Total | Total |
| Saison                | Club                           | Division              | M.          | B.          | M.              | B.              | M.                | B.                | Comp.                          | M.                             | B.                             | M.    | B.    |
| 2010-2011             | AJ Auxerre                     | Ligue 1               | 8           | 1           | 0               | 0               | 0                 | 0                 | -                              | -                              | -                              | 8     | 1     |
| 2011-2012             | AJ Auxerre                     | Ligue 1               | 33          | 1           | 2               | 0               | 2                 | 0                 | -                              | -                              | -                              | 37    | 1     |
| 2012-2013             | AJ Auxerre                     | Ligue 2               | 25          | 1           | 0               | 0               | 2                 | 0                 | -                              | -                              | -                              | 27    | 1     |
| 2013-2014             | AJ Auxerre                     | Ligue 2               | 30          | 0           | 4               | 1               | 4                 | 0                 | -                              | -                              | -                              | 38    | 1     |
| 2014-2015             | AJ Auxerre                     | Ligue 2               | 1           | 0           | 0               | 0               | 2                 | 0                 | -                              | -                              | -                              | 3     | 0     |
| Sous-total            | Sous-total                     | Sous-total            | 97          | 3           | 6               | 1               | 10                | 0                 | -                              | -                              | -                              | 113   | 4     |
| 2014-2015             | SC Braga                       | Primeira Liga         | 0           | 0           | 0               | 0               | 1                 | 0                 | -                              | -                              | -                              | 1     | 0     |
| 2015-2016             | SC Braga                       | Primeira Liga         | 22          | 2           | 4               | 0               | 1                 | 0                 | -                              | -                              | -                              | 27    | 2     |
| 2016-2017             | SC Braga                       | Primeira Liga         | 3           | 0           | 0               | 0               | 0                 | 0                 | -                              | -                              | -                              | 3     | 0     |
| Sous-total            | Sous-total                     | Sous-total            | 25          | 2           | 4               | 0               | 2                 | 0                 | -                              | -                              | -                              | 31    | 2     |
| 2016-2017             | FC Porto                       | Primeira Liga         | 4           | 0           | 0               | 0               | 2                 | 0                 | -                              | -                              | -                              | 6     | 0     |
| Sous-total            | Sous-total                     | Sous-total            | 4           | 0           | 0               | 0               | 2                 | 0                 | -                              | -                              | -                              | 6     | 0     |
| 2017-2018             | Wolverhampton Wanderers (prêt) | Championship          | 36          | 3           | 0               | 0               | 1                 | 0                 | -                              | -                              | -                              | 37    | 3     |
| 2018-2019             | Wolverhampton Wanderers        | Premier League        | 36          | 4           | 5               | 0               | 0                 | 0                 | -                              | -                              | -                              | 41    | 4     |
| 2019-2020             | Wolverhampton Wanderers        | Premier League        | 22          | 0           | 0               | 0               | 0                 | 0                 | C3                             | 13                             | 1                              | 35    | 1     |
| 2020-2021             | Wolverhampton Wanderers        | Premier League        | 21          | 1           | 1               | 0               | 1                 | 0                 | -                              | -                              | -                              | 23    | 1     |
| 2021-2022             | Wolverhampton Wanderers        | Premier League        | 10          | 0           | -               | -               | 1                 | 0                 | -                              | -                              | -                              | 11    | 0     |
| Sous-total            | Sous-total                     | Sous-total            | 125         | 8           | 6               | 0               | 3                 | 0                 | -                              | 13                             | 1                              | 147   | 9     |
| 2022-2023             | Nottingham Forest              | Premier League        | 11          | 0           | -               | -               | 4                 | 1                 | -                              | -                              | -                              | 15    | 1     |
| 2023-2024             | Nottingham Forest              | Premier League        | 15          | 1           | -               | -               | 1                 | 0                 | -                              | -                              | -                              | 16    | 1     |
| Sous-total            | Sous-total                     | Sous-total            | 26          | 1           | 0               | 0               | 5                 | 1                 | -                              | 0                              | 0                              | 31    | 2     |
| Total sur la carrière | Total sur la carrière          | Total sur la carrière | 277         | 14          | 16              | 1               | 22                | 1                 | -                              | 13                             | 1                              | 328   | 17    |

## Palmarès

### En club
- SC Braga
  - Vainqueur de la Coupe du Portugal en 2016
- FC Porto
  - Vice-champion du Portugal en 2017
- Wolverhampton Wanderers
  - Champion d'Angleterre de D2 en 2018

### En sélection nationale
- Côte d'Ivoire
  - Vainqueur de la Coupe d'Afrique des nations en 2024[10]

### Distinction personnelle
- Membre de l'équipe-type de Championship en 2018[11].